# Benkovac Fužinski
Benkovac Fužinski je naselje u Hrvatskoj u općini Fužinama. Nalazi se u Primorsko-goranskoj županiji.

## Zemljopis
Jugozapadno je Zlobin, sjeverno je jezero Lepenica, istočno su Fužine i Bajersko jezero. Sjeverno prolazi autocesta A6. 

## Stanovništvo
| broj stanovnika | 243   | 278   | 240   | 258   | 237   | 214   | 187   | 159   | 119   | 131   | 120   | 72    | 62    | 49    | 44    | 33    | 40    |
|                 | 1857. | 1869. | 1880. | 1890. | 1900. | 1910. | 1921. | 1931. | 1948. | 1953. | 1961. | 1971. | 1981. | 1991. | 2001. | 2011. | 2021. |